# Фаулер (Иллинойс)
Фаулер — невключённая территория тауншипа Гилмер в округе Адамс (штат Иллинойс, США). Как населённый пункт основана около 1857 года; находится неподалёку от Куинси, являясь его спальным районом.
Основная транспортная магистраль — федеральное шоссе № 24.